# Мистецтво Регонг
Мистецтво Регонг (або Мистецтво Ребгонг) є популярним мистецтвом на тему тибетського буддизму. Це і живопис, і скульптура, і гравюра, і архітектура, і вишивка. Вони пов'язані з громадами в окрузі Тунжен і вздовж річки Ронгво, яка перетинає нинішню тибетську автономну префектуру Хуаннань у провінції Цинхай у Китаї.
Мистецтво Регонг було включено у 2009 році до репрезентативного списку нематеріальної культурної спадщини.

## Історія

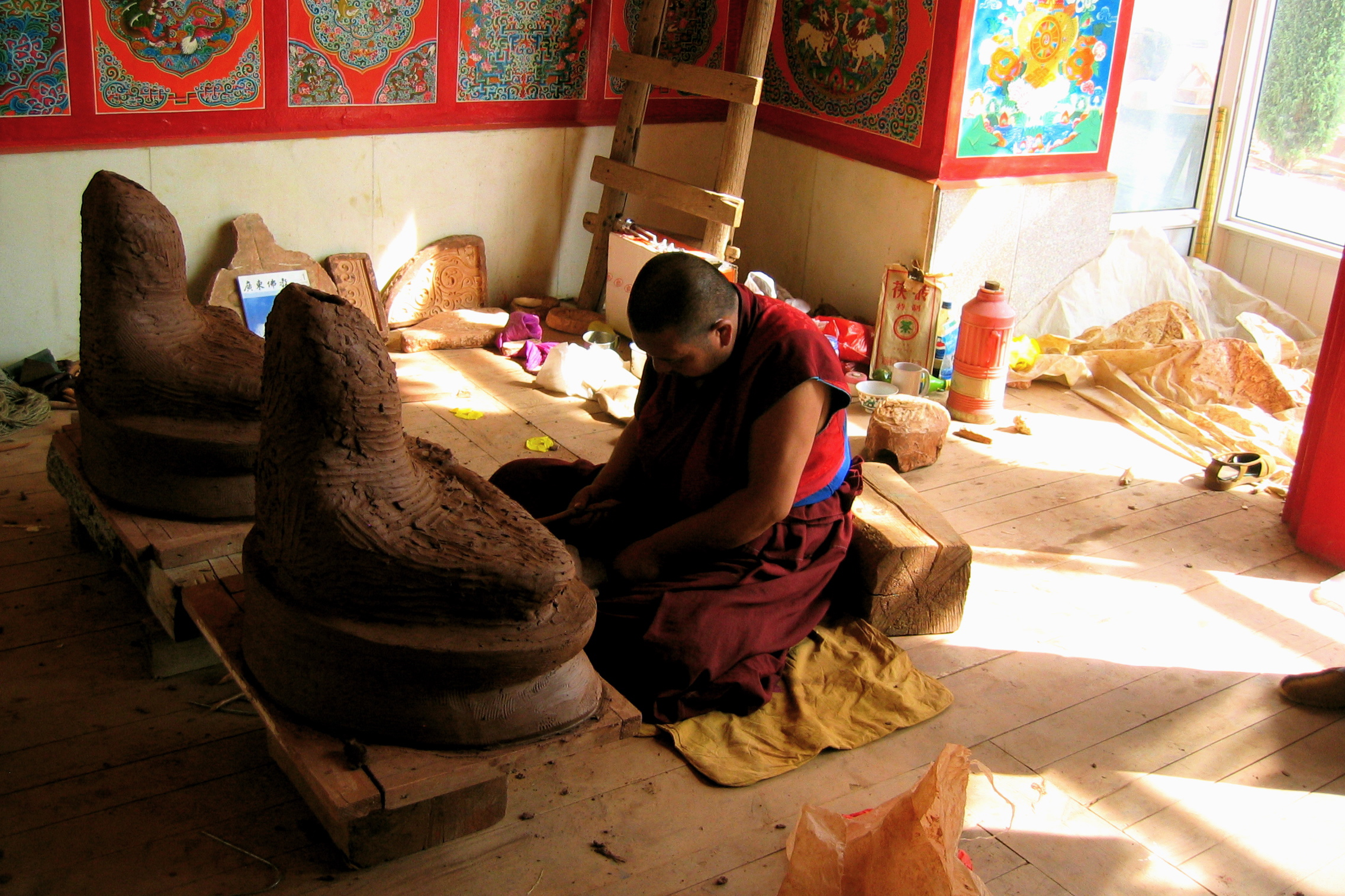
Скульптура в монастирі Ронгво

Мистецтво регонґ бере свій початок у 10 столітті

## Різні види мистецтва Регонг
- Тхангка, яку також називають «тангка», «тханка» або «танка» (вимова: [tʰɑːŋkɑː), буквально те, що розгорнуто, це картина на полотні, характерна для тибетської культури. Можна знайти полотна будь-яких розмірів, від портретів тхангка, які можна розгорнути завдяки двом палицям, що проходять через вушка, до грандіозних, призначених для розгортання, щоб покрити стіну чи двері, які можуть вимірювати десятки метрів. Тхангки, як правило, являють собою містичні символи (мандали), божества тибетського буддизму або бона або портрети Далай-лами. Їх часто використовують як підтримку для медитації.
- Гобелени дуй (duixiu) або барбола — це зображення тварин і рослин, декоровані на шовку, який створює рельєф. Ними можна прикрасити колони або стіни.
- Скульптури Регонг можуть бути зроблені з глини, дерева, каменю або цегли та прикрашати храми та будинки; панно, меблі або столики для подачі чаю.